# 伍德伯恩 (紐約州)
伍德伯恩（英語：Woodbourne）是位於美國紐約州沙利文縣的普查規定居民點。

## 人口
根據2020年美國人口普查的數據，伍德伯恩的面積為0.99平方千米，當中陸地面積為0.88平方千米，而水域面積為0.11平方千米。當地共有人口411人，而人口密度為每平方千米415.15人。